# André Fouilhoux
Jacques André Fouilhoux, född 27 september 1879 i Paris, död 20 juni 1945 i New York, var en fransk-amerikansk arkitekt.
André Fouilhoux emigrerade till USA 1904 efter avslutade studier vid Sorbonne och École Centrale des Arts et Manufactures. Han var 1927–1934 delägare i arkitektfirman Hood & Fouilhoux och från 1935 i firman Harrison & Fouilhoux. Tillsammans med sina kompanjoner och andra medarbetare utförde han ritningar till ett flertal skyskrapor i New York, bland annat News Building, McGraw-Hill Building och delar av Rockefeller Center samt Theme Building vid världsutställningen i New York 1939.